# Thiện Nhân
Thiện Nhân (hay Hồ Thiện Nhân hoặc Phùng Thiện Nhân (là tên theo cha nuôi)) là cái tên do một nhà sư đặt  cho đứa trẻ Việt Nam kháu khỉnh nhưng kém may mắn, bị bỏ rơi trong vườn hoang và bị thú rừng ăn mất một chân và bộ phận sinh dục khi mới chào đời. Đứa trẻ này được hai anh chị Trần Mai Anh - Phùng Quang Nghinh tốt bụng đưa sang Mỹ phẫu thuật rồi đưa về nuôi, chăm sóc như chính con đẻ của mình. Nhờ vậy mà đến nay Thiện Nhân vẫn sống và đi học bình thường.

## Số phận
Tháng 7/2006, người dân phát hiện trong vườn hoang một bé sơ sinh đang thoi thóp với cơ thể tím đen, trên mình hằn đầy những vết cắn, nhấm. Cháu bé được đưa đến bệnh viện Đa khoa Quảng Nam trong tình trạng chân phải và bộ phận sinh dục của cháu bị mất.
Cậu bé mang một số phận đau đớn đã bị chính mẹ đẻ vứt bỏ rơi khi còn đỏ hỏn, đầm đìa máu và dây rốn đã trở thành miếng mồi cho thú hoang. Em bé đã bị ăn mất bộ phận sinh dục, cả hai tinh hoàn, chân phải cũng bị ăn cụt lên tận háng.
Nhà báo Trần Mai Anh đã nhận nuôi Thiện Nhân, dạy cậu bé tập ăn, tập nói, kiên trì tìm bác sĩ chữa chạy cho “chú lính chì” những chứng bệnh từ nhỏ (ghẻ lở, viêm đường ruột...) và nhẫn nại, bền bỉ đồng hành cùng con trong quá trình chạy chữa, tái tạo bộ phận sinh dục kéo dài nhiều năm, phải đi tới nhiều quốc gia xa xôi như Ý, Đức, Mỹ...

## Ca phẫu thuật
Với 75 nghìn đô để tái tạo bộ phận sinh dục, cuộc phẫu thuật ở Ý được tiến hành để Thiện Nhân trở thành một người đàn ông bình thường và có ích cho xã hội sau này.

## Cuộc sống hiện tại
Sau ca phẫu thuật thành công ở Mỹ năm 2008, "chú lính chì" Thiện Nhân đang sống những ngày hạnh phúc trong tình yêu của bố mẹ nuôi, bạn bè và các nhà hảo tâm.
Ngày 17 tháng 6 năm 2014, Quỹ phòng chống thương vong (AIP) và Bệnh viện Phụ sản - Nhi Đà Nẵng đã tổ chức chương trình phẫu thuật tái tạo bộ phận sinh dục cho trẻ em với tên gọi "Thiện Nhân và những người bạn", phối hợp cùng mẹ nuôi của Thiện Nhân, bà Trần Mai Anh.

## Mẹ nuôi
Sinh linh bé bỏng, kém may mắn Thiện Nhân tưởng chừng như không thể sống sót thì được chị Trần Mai Anh, hiện là biên tập viên Tạp chí Heritage và Heritage Fashion, cứu sống. Nghĩa cử cao đẹp đó của chị được đích thân Chủ tịch nước Nguyễn Minh Triết gửi thư khen ngợi. Chủ tịch nước tin tưởng rằng, những việc làm của chị Mai Anh sẽ không phải là chuyện cổ tích, mà cùng với chị và sự hưởng ứng của toàn xã hội, những việc làm ấy sẽ ngày càng nhiều hơn trong cuộc sống. Trong thư gửi cho chi Trần Mai Anh, Chủ tịch nước nói:
| “                    | Tôi rất xúc động trước tấm lòng nhân ái của chị và sự sẻ chia của nhiều tổ chức, cá nhân trong cộng đồng xã hội, làm cho cháu Thiện Nhân có được ngày hôm nay. Chị đã tô đẹp thêm hình ảnh người mẹ Việt Nam từ bao đời nay luôn là biểu tượng của lòng nhân hậu, bao dung, bình dị mà vô cùng cao quý | ” |
| — Nguyễn Minh Triết. | |   |